# Neaufles-Auvergny
Neaufles-Auvergny ist eine französische Gemeinde mit 413 Einwohnern (Stand 1. Januar 2022) im Département Eure in der Region Normandie; sie gehört zum Arrondissement Bernay und zum Kanton Breteuil.
1965 wurde Auvergny nach Neaufles-le-Risle eingemeindet, 1967 wurde der Name der Gemeinde zu Neaufles-Auvergny geändert.
Der Pierre de Gargantua ist ein Menhir auf einem Feld nördlich von Neaufles-Auvergny. Der Stein ist ein etwa 4,0 m hoher Sandsteinblock mit einer durchschnittlichen Breite von 2,1 m und einer Dicke von 0,85 m. Der Umfang in Bodennähe beträgt 5,36 m und in Kopfhöhe 4,20 m. Er stammt aus der Jungsteinzeit. Seine älteste Erwähnung stammt aus dem Jahr 1298.

## Bevölkerungsentwicklung
| Jahr      | 1962 | 1968 | 1975 | 1982 | 1990 | 1999 | 2009 | 2017 |
| Einwohner | 347  | 434  | 449  | 405  | 476  | 395  | 439  | 423  |

## Wirtschaft
Auf dem Gemeindegebiet gelten kontrollierte Herkunftsbezeichnungen (AOC) für Camembert (Camembert de Normandie) sowie geschützte geographische Angaben (IGP) für Schweinefleisch (Porc de Normandie), Geflügel (Volailles de Normandie) und Cidre (Cidre de Normandie und Cidre normand).